# Whiskey in the Jar
Whiskey in the Jar(위스키 인 더 자)는 아일랜드의 고전 포크송이다. 술 관련 노래 가운데 가장 대표적인 것으로서, 여자 친구 또는 아내에게 배신당한 노상강도의 이야기를 다루고 있다. 이 노상강도가 누군지는 불분명하지만, 1650년에 처형당한 패트릭 플레밍(Patrick Fleming)에 관한 발라드와 비슷한 내용을 다루고 있기 때문에 패트릭 플레밍으로 추정된다. 당시에는 잉글랜드 제국의 착취로 말미암아 한국의 홍길동이나 임꺽정 같은 형태의 의적들이 엄청나게 창궐했다.
이 곡은 많은 아일랜드 포크 그룹들이 한 번씩 불렀을 정도로 가장 널리 불리는 곡이다. 더 더블리너스는 이 곡이 최고 히트곡으로서 오리지널 음원만 열 개가량 된다. 그러나 더 클랜시 브라더스는 한 번도 부른 적이 없다. 혹시 불렀다고 오해하는 경우가 있다면, 1993년에 소니뮤직에서 발매한 컴필레이션 앨범 <Irish Drinking Songs> 때문이다. 이 앨범에 수록된 곡들 가운데 일부는 더 더블리너스가 부른 곡인데, 이 곡을 더 클랜시 브라더스가 부른 것으로 오해하는 것이다. 단, 리엄 클랜시와 토미 메이컴의 솔로 앨범에는 다른 제목으로 등장한다. 이후 피터, 폴 앤 메리, 신 리지와 메탈리카 등의 밴드도 이 곡을 커버하였는데, 제목이나 가사가 약간 씩 다르다.

## Whiskey in the Jar 수록 앨범
- 더 더블리너스(The Dubliners) – 여러 음반
- The Pogues – 더 더블리너스의 곡 피쳐링
- Seamus Ennis – 《World Library of Folk and Primitive Music, Vol. 2: Ireland》(1951)
- Burl Ives – 《Songs of Ireland》(1958, "Kilgary Mountain"이라는 제목으로 수록)
- The Highwaymen – 《Encore》(1962)
- The Brothers Four – 《In Person》(1962, "Kilgary Mountain"이라는 제목으로 수록)
- The Limeliters – 《Sing Out!》(1962, "Kilgary Mountain"이라는 제목으로 수록)
- Robert De Cormier – 《Dance Gal – Gimme The Banjo》(1964, "Kilgary Mountain"이라는 제목으로 수록)
- The Seekers – 《The Seekers》(1964)
- 피터, 폴 앤 메리 – 《A Song Will Rise》(1965, "Gilgarra Mountain"이라는 제목으로 수록)
- 신 리지 – 〈Whiskey in the Jar〉싱글(1972)
- Euskefeurat - 《Mutta Herra Jumala》(1982)
- Darby O'Gill – 《Waitin' for a Ride》(1996)
- 펄프 (밴드) - 《Common People (French single)》(1996)
- 메탈리카 – 《Garage Inc.》(1998)
- The Poxy Boggards – 《Lager Than Life》(2002)
- Blaggards – 《Live in Texas》(2010)
- Celtic Thunder – 《Heritage》(2011)
- 스모키 - 《Uncovered》(2000)